# Warren Upham
Warren Upham, född 8 mars 1850 i Amherst, Hillsborough County, New Hampshire, död 29 januari 1934 i St. Paul, Minnesota, var en amerikansk geolog, mest känd för sitt mångåriga arbete med att kartlägga strandlinjen vid den fossila glaciärsjön Agassiz. Han var också lokalhistoriker och botaniker i Minnesota. Hans officiella botaniska förkortning är "Upham".

## Biografi
Upham föddes på en bondgård i New Hampshire, tog examen från Dartmouth College 1871 och arbetade som geolog i New Hampshire och från 1879 i Minnesota för statsgeologen Alexander Newton Winchell. Han stora forskningsuppgift blev att utforska glaciärsjön Agassiz. Han arbeta med detta under sju år och under arbetet reste han 11 000 miles  i Minnesota, North Dakota till Manitoba i Kanada. Han resultat publicerades både av Canadian Geological Survey 1890 och US Geological Survey 1895.
Förutom sitt arbete med Minnesotas geologi gav han också ut en katalog över Minnesotas växter. Han är också känd för sin bok om historien om Minnesotas ortnamn och andra böcker om Minnesotas historia. Han var medlem av Geological Society of America, the Boston Society of Natural History, och American Academy of Arts and Sciences.